# Brancaleone Doria
Brancaleone Doria (né en 1337 -  janvier 1409) capitaine génois qui par son union avec la Juge 
Éléonore d'Arborée joue un rôle considérable dans le Judicat d'Arborée où il tente de s'imposer comme Juge entre 1407 et 1408.

## Origine
Brancaleone Doria est le fils illégitime de Brancaleone «senior », un fils de Barnabò Doria et d'Éleonore Fieschi, il est né de la relation de son père avec une concubine, nommé Giacomina issue d'une famille inconnue. 
En 1350 son père Brancaleone et son oncle Manfred concluent un accord avec le roi Pierre IV d'Aragon, 
pour lui céder leurs droits sur Alghero, et obtenir en contrepartie la reconnaissance de leurs fiefs de Monteleone et Chiaramonti, avec les Curatoria de Nurcara, Caputabbas, Bisarcio et Anglona. Un autre frère, Matteo, est pendant quelques années l'âme de la révolte des Doria contre l'occupation aragonaise de l'île de Sardaigne. Après la mort de son oncle l'héritier légitime Matteo Doria, Brancaleone obtient le 16 mars 1357 de Bernardo de Cruilles, gouverneur de Logudoro au nom de Pierre IV d'Aragon les environs de Nurcara, Cabuabbas, Anglona et Bisarcio. Cette concession  royale avait pour but de prévenir une possible union entre Violante, sa sœur et Ugone, le fils de Mariano IV d'Arborée, allié traditionnel des  Doria et de Gènes et de lui offrir tous les prétextes possibles pour poursuivre son ingérence dans les affaires du Logudoro

## Vassal indocile de l'Aragon
Deux ans plus tard en mai 1359 Brancaleone Doria considéré comme seigneur légitime par la Couronne d'Aragon obtient en fief les terres ancestrales et les châteaux du nord de la Sardaigne : la seigneurie de Castelgenovese l'actuelle Castelsardo, de Monteleone mais pas celle Castel Doria occupée par les Aragonais en 1357. Ces accords font de Brancaleone l'allié le plus fidèle du roi Pierre IV dans  l'île et mettent fin à une longue période d'intérêts communs entre la famille Doria et la maison d'Arborée. Pour renforcer les liens avec le puissant seigneur féodal de Sardaigne, le roi Pierre IV  envoie officiellement à Doria en 1361 en plénipotentiaire, afin d'organiser son mariage avec une jeune Catalane de son choix
Bianca, fille de Pietro de Melany et nièce de Bernardo de Cabrera. Doria accepte la proposition qui, cependant est
abandonnée peu après, peut-être du fait de la disgrâce de Cabrera qui est décapité 26 juillet 1364.
Brancaleone Doria engage ensuite des négociations pour épouser Éléonora, la fille de Giovanni d'Arborée, emprisonné depuis 1352 par son frère le Juge Mariano IV. Craignant que Doria ne devienne un danger pour son pouvoir 
Mariano IV s'oppose à ce projet, trouvant cette fois un allié dans le roi aragonais, qui ne veut pas s'immiscer
dans les affaires du Judicat à un moment de grande difficulté pour son royaume, aux prises avec le danger castillan. 
Du reste Mariano IV conçoit le projet d'une attaque contre l'occupant aragonais et n'hésite pas  ouvrir les hostilités contre Doria, considéré comme le point le plus vulnérable du dispositif du camp ennemi.
Lorsque la rébellion éclate en 1367 dans toute l'île, Brancaleone Doria préfère se joindre dans un premier temps au camp d'Arborée, contribuant à élargir le front des opérations contre les Aragonais aux portes de Sassari et d'Alghero. Il retourne cependant rapidement dans l'obéissance envers son suzerain et réussit à stopper la progression fulgurante des troupes d'Arborée. En mars 1369 il participe à la défense d'Osilo, attaqué par Mariano IV; en avril, il combat pour que Sassari reste entre les mains des Catalans. Pierre IV étant contraint de renoncer à l'envoi de renforts dans l'île pour faire face au danger castillan, Brancaleone Doria assume avec succès sa tâche de défenseur des possessions aragonaises contre les attaques Arborée jusqu'en 1370.
Peu de temps après il conclut une trêve avec Mariano IV, bien que les hostilités entre eux continuent sporadiquement jusqu'à 1374, année où Doria s'engage encore dans la défense d'Alghero contre les assauts du Juge. C'est probablement à cette époque que mûrit le projet de mariage entre Brancaleone Doria et Éléonore d'Arborée, fille aînée de Mariano IV et homonyme de sa cousine germaine convoitée antérieurement par Brancaleone.

## Mariage avec Éléonore
Après, dans un premier temps, en 1364/1365, avoir envisagé d'épouser la fille de Giovanni d'Arborée, environ dix ans plus tard il s'unit politiquement avec la  famille de Bas-Serra en épousant à l'âge de 39 ans avant la mort de Mariano IV d'Arborée, en 1375, sa fille, la célèbre Éléonore d'Arborée déjà âgée d'environ 36 ans à cette époque, car sa sœur, Béatrice était déjà mariée depuis une douzaine d'années. Le mariage est peut-être célébré à l'église de San-Pantaleo de Sorso. Brancaleone donne ainsi naissance à la dynastie de Doria-Bas qui d'éteint en 1407 avec leur fils Mariano V.
Brancaleone et son épouse occupent en Sardaigne trois domaines: le château de Chiaramonti, le rocher des Doria à Castelsardo, à cette époque « Castelgenovese » et à Monteleone Rocca Doria. Ils résident pendant sept ans, avec une  brève parenthèse  Gènes), jusqu'en 1382, dans la  forteresse de Castelgenovese. C'est là que naissent leurs deux fils Federico en 1377 et Mariano en 1379 qui seront ensuite Juges d'Arborée. Après la mort d'Éléonora et de leurs fils, Brancaleone se retire dans ce château où il sera tué soit par les Aragonais ou peut-être sur ordre du  vicomte de Narbonne.
Brancaleone Doria réside également dans le bourg du château de Monteleone Rocca Doria, situé  à l'intérieur d'Alghero. Le conte de Monteleone y convoque fréquemment des réunions de ses fidèles afin d'organiser leurs activités militaires. Le bourg, encore pittoresque de nos jours, est une commune libre, chef-lieu du Cabuabbas, avec ses lois, son statut et sa monnaie propre. Lorsqu'il sort de sa prison aragonaise, Brancaleone vit brièvement avec
Éleonore dans le palis du Judical d'Oristano ou dans la résidence d'été de Monreale.
À la suite de l'assassinat en 1383 d'Ugone III, fils de Mariano IV et frère d'Éléonore, et de sa fille et héritière Benedetta, c'est son fils 
Federico qui devient Juge d'Arborée sous la régence de sa mère Éléonore. Brancaleone Doria se rend à Barcelone, en qualité de consort de la régente, pour commencer des négociations de paix, mais après avoir résisté à une tentative de corruption lorsqu'on lui offre le titre de comte de Monteleone, ce qui n'est pas un hasard, rappelle l'endroit où il a jadis vaincu Mariano IV, il est arrêté et conduit comme prisonnier à Cagliari.

## Régence de Federico et de Mariano V
Éléonore d'Arborée gouverne le  Judicat, au nom de son fils Federico, puis après la mort de celui-ci encore en enfance de son puiné Mariano. Le 24 janvier 1388, après de longue tractations une paix est signée entre le royaume de Catalogne-Aragon et le Judicat d'Arborée. Selon les termes de cet accord sont restitués à la Couronne d'Aragon «  “la cité et les lieux occupés précédemment par les Juges d'Arborée” ». Brancaleone n'est toutefois libéré que le 1er janvier 1390.
Définitivement lié à l'avenir d'Arborée, Brancaleone Doria reprend la guerre contre les Aragonais ; le premier avril 1391 il marche sur le château de Cagliari ; le 16 aout, avec son fils Mariano à ses côtés il occupe Sassari et Osilo. En septembre il conquiert les châteaux de la  Fava, de Galtellì, de Bonvehì et celui de  Pedreso, ne laissant à ses adversaires qu'Alghero et Longosardo. Le 3 octobre il entre à  Villa di Chiesa. Dans une correspondance écrite à Sanluri le 3 février 1392 Brancaleone annonce avoir reconquis toutes les territoires détenus par le Judicat en 1388.
Éléonore, pendant ce temps se consacrait à la mise à jour du Carta Logu, promulgué
par son père Mariano IV et son frère Ugone III. Vers 1404 la charismatique Juge qui éclipse la figure de son mari meurt peut-être de la peste. Brancaleone commet l'erreur de vouloir agir comme  Juge légitime ce qui provoque des conflits avec son fils Mariano V.

## Les morts de Mariano V et de Brancaleone
En 1407, pendant qu'il assiège le  château de Castro à Cagliari, son fils Mariano V meurt subitement ce qui le contraint à renoncer au pouvoir et à se retirer à Castelgenovese, probablement à cause du conflit de succession provoqué par le petit-fils  de sa belle-sœur Béatrice, Guillaume II de Narbonne avec qui il tente brièvement de partager le pouvoir entre 1407 et 1408. C'est là qu'il est capturé et tué par les catalano-aragonais avant la bataille de Sanluri, en janvier 1409. Les causes exactes et le lieu de la mort de Doria sont inconnus et l'hypothèse d'un assassinat a été évoquée.
L'unique portrait de Brancaleone Doria, ainsi que ceux d'Éleonore et de Ugone III, peuvent se voir dans l'église de San Gavino Monreale.